# Rechtliche Stellung des Cannabisgebrauchs in New York
Cannabis wurde im Staat New York 2014 teilweise legalisiert. 2021 folgte die vollständige Legalisierung.

## Geschichte
Cannabis wurde im Staat New York 1927 verboten. Am 7. Juli 2014 unterzeichnete Gouverneur Andrew Cuomo ein Gesetz zur Legalisierung von medizinischem Marihuana. Am 31. März 2021 unterzeichnete Gouverneur Cuomo ein Gesetz zur Legalisierung von Cannabis zum Freizeitgebrauch. Der erste legale Cannabisshop in New York City öffnete am 29. Dezember 2022. Schon vor der Öffnung des ersten legalen Geschäfts wurden in New York City diverse Cannabis dispensaries eröffnet, die das Verbot des Verkaufes umgingen, indem etwa Marihuana an Vereinsmitglieder abgegeben wurde.
47 % der Gemeinden des Staates New York haben entschieden, dass dort keine Verkaufsstellen für Cannabis eingerichtet werden dürfen.

## Regeln
Der Besitz, Erwerb und Konsum von Cannabis ist für Personen ab 21 Jahren legal. Die Obergrenze für den Besitz von Marihuana liegt bei 3 Unzen (ca. 85 Gramm), für Haschisch bei 24 Gramm. Das Rauchen von Cannabis ist überall erlaubt, wo Tabak geraucht werden darf. Der Konsum in Schulen und Fahrzeugen ist nicht gestattet. Der Eigenanbau von Cannabis (bis zu 6 Pflanzen pro Person bzw. 12 Pflanzen pro Haushalt) ist gestattet. Einzelne Kommunen können die Einrichtung von Verkaufsstellen für Cannabis untersagen, jedoch nicht den Betrieb von Lieferdiensten. Vorstrafen wegen Cannabisdelikten werden automatisch gelöscht.
Die Nutzung von Cannabis am Ort des Erwerbs (On-Site-Consumption), ähnlich wie in einem Coffeeshop, ist möglich.

## Ökonomische und fiskalische Folgen der Legalisierung
Es wird damit gerechnet, dass 30.000 bis 60.000 neue Arbeitsstellen durch die Legalisierung zum Freizeitgebrauch entstehen. Außerdem wird erwartet, dass in einigen Jahren 245 Millionen US-Dollar an zusätzlichen Steuern durch den Marihuana- und Haschischverkauf eingenommen werden. Diese Steuergelder sollen zunächst die Kosten für die Umsetzung des Programms decken. Nach Abzug dieser Kosten würden 40 Prozent über den staatlichen Lotteriefonds an Schulen gehen, 40 Prozent würden Reinvestitionen in die Gemeinde unterstützen und 20 Prozent würden für die Behandlungskosten im Zusammenhang mit Drogen und für die öffentliche Bildung verwendet.

## Besteuerung
Der Bundesstaat New York hat eine Umsatzsteuer von 9 Prozent auf Cannabis sowie eine zusätzliche Steuer von 4 Prozent für Landkreise und Gemeinden und eine weitere Steuer auf der Grundlage des Gehalts an Tetrahydrocannabinol, des Wirkstoffs in Marihuana, festgesetzt. Die THC-Steuer wird vom Händler gezahlt, wenn er Cannabisprodukte an eine lizenzierte Abgabestelle verkauft, und ist daher im Verkaufspreis schon enthalten, während die beiden anderen Steuern auf den Verkaufspreis aufgeschlagen werden.